# 团羽铁线蕨
团羽铁线蕨（学名：Adiantum capillus-junonis）为铁线蕨科铁线蕨属下的一个种。